# Battlecross
Battlecross ist eine US-amerikanische Thrash- und Melodic-Death-Metal-Band, die im Jahr 2003 in Warren, Michigan gegründet wurde. Die Band selbst nennt ihre Musik „Blue Collar Thrash Metal“.

## Geschichte
Die Band wurde im Jahr 2003 von den Gitarristen Tony Asta und Hiran Deraniyagala gegründet. Nach einigen Wechseln in der Besetzung fand die Band im Jahr 2007 mit Mike Kreger einen festen Schlagzeuger. Ein wenig später traten Bassist Don Slater und Sänger Kyle „Gumby“ Gunther der Band bei. Zusammen spielten sie zuerst einige lokale Auftritte. Durch die steigende Bekanntheit der Band, spielte die Gruppe dann zusammen mit anderen Bands wie Dying Fetus, GWAR, DevilDriver, The Absence, Vital Remains und The Faceless.
Im Jahr 2010 erschien mit Push Pull Destroy ihr Debütalbum, das sie ohne die Unterstützung eines Labels veröffentlichten. Das Nachfolgealbum namens Pursuit of Honor veröffentlichte die Band im Jahr 2011 bei Metal Blade Records. Es wurde im Random Awesome Recording Studio in Bay City, Michigan aufgenommen und von Josh Schroeder produziert. Die meisten Lieder des Albums waren bereits auf dem Debütalbum zu hören. Zwei Jahre später, am 5. Juli 2013, brachte Battlecross das Nachfolge-Album unter dem Namen War of Will in Deutschland heraus.

## Stil
Charakteristisch für die Band sind zum einen der Gesang, der zwischen tiefen Growls und hohen Screams wechselt, zum anderen auch das hohe Spielniveau des Bassisten und der Gitarristen. Battlecross werden mit der Band Death Angel verglichen.

## Diskografie
- 2005: Demo (Demo, Eigenveröffentlichung)
- 2010: Push Pull Destroy (Album, Eigenveröffentlichung)
- 2011: Pursuit of Honor (Album, Metal Blade Records)
- 2013: War of Will (Album, Metal Blade Records)
- 2015: Rise to Power (Album, Metal Blade Records)